# Pierre-Michel Bouchard
Pour les articles homonymes, voir Bouchard.
Pierre-Michel Bouchard (né en 1953 à Québec) est un avocat québécois. Il a été chef de l'Action civique de Québec entre 2005 et 2007 et candidat défait à la mairie de Québec aux élections municipales de 2005.

## Biographie
Avocat spécialisé en droit des affaires, il a représenté le Barreau du Québec devant le comité de la Chambre des communes du Canada sur la faillite et l'insolvabilité.
Il a été président du conseil d'administration du festival d'été de Québec (1990). Il a été président du conseil d'administration du Grand Théâtre de Québec.  Il a été président du conseil d'administration des Jeux mondiaux des policiers et pompiers (2005).
En 2007, il a été nommé par le conseil des ministres du Québec au poste de président directeur général du Centre des congrès de Québec.

## Carrière politique
Pierre-Michel Bouchard devient chef du parti Action civique de Québec en 2005, succédant à Paul Shoiry.  Il est le candidat de ce parti à la mairie de Québec lors de l'élection de 2005, mais est défait par Andrée P. Boucher.  Il démissionne comme chef de ce parti en 2007. 

## Distinctions
- 1998 - récipiendaire de l'Ordre national du Mérite de la République française[1]
- 2016 -  Membre de l'Ordre du Canada[2]